# Кубок володарів кубків 1980—1981
Кубок володарів кубків 1980–1981 — 21-ий розіграш Кубка володарів кубків УЄФА, європейського клубного турніру для переможців національних кубків. 

## Учасники
| №п/п | Клуб                    | Турнір                                      |
| ---- | ----------------------- | ------------------------------------------- |
| 1    | «Валенсія»              | Володар Кубка володарів кубків 1979—1980    |
| 2    | «Фортуна»               | Володар Кубка ФРН 1979—1980                 |
| 3    | «Вест Гем Юнайтед»      | Володар Кубка Англії 1979—1980              |
| 4    | «Реал Мадрид Кастілья»  | Фіналіст Кубка Іспанії 1979—1980            |
| 5    | «Феєнорд»               | Володар Кубка Нідерландів 1979—1980         |
| 6    | «Ватерсхей Тор»         | Володар Кубка Бельгії 1979—1980             |
| 7    | «Монако»                | Володар Кубка Франції 1979—1980             |
| 8    | «Карл Цейс»             | Володар Кубка НДР 1979—1980                 |
| 9    | «Динамо» (Тбілісі)      | Фіналіст Кубка СРСР 1980                    |
| 10   | «Рома»                  | Володар Кубка Італії 1979—1980              |
| 11   | «Спарта»                | Володар Кубка Чехословаччини 1979—1980      |
| 12   | «Динамо» (Загреб)       | Володар Кубка Югославії 1979—1980           |
| 13   | «Сьйон»                 | Володар Кубка Швейцарії 1979—1980           |
| 14   | «Діошдьйор»             | Володар Кубка Угорщини 1979—1980            |
| 15   | «Селтік»                | Володар Кубка Шотландії 1979—1980           |
| 16   | «Бенфіка»               | Володар Кубка Португалії 1979—1980          |
| 17   | «Ньюпорт Каунті»        | Володар Кубка Уельсу 1979—1980              |
| 18   | «Славія»                | Володар Кубка Болгарії 1979—1980            |
| 19   | «Касторія»              | Фіналіст Кубка Греції 1979—1980             |
| 20   | «Мальме»                | Володар Кубка Швеції 1979—1980              |
| 21   | «Легія»                 | Володар Кубка Польщі 1979—1980              |
| 22   | «Аустрія» (Зальцбург)   | Фіналіст Кубка Австрії 1979—1980            |
| 23   | «Політехніка Тімішоара» | Володар Кубка Румунії 1979—1980             |
| 24   | «Відовре»               | Володар Кубка Данії 1979—1980               |
| 25   | «Вотерфорд Юнайтед»     | Володар Кубка Ірландії 1979—1980            |
| 26   | «Алтай»                 | Володар Кубка Туреччини 1979—1980           |
| 27   | «Гаугар»                | Фіналіст Кубка Норвегії 1979                |
| 28   | «Омонія»                | Володар Кубка Кіпру 1979—1980               |
| 29   | «Крузейдерс»            | Фіналіст Кубка Північної Ірландії 1979—1980 |
| 30   | «Гіберніанс»            | Володар Кубка Мальти 1979—1980              |
| 31   | «Спора»                 | Володар Кубка Люксембургу 1979—1980         |
| 32   | «Партизані»             | Володар Кубка Албанії 1979—1980             |
| 33   | «Ільвес»                | Володар Кубка Фінляндії 1979                |
| 34   | «Фрам»                  | Володар Кубка Ісландії 1979                 |

## Попередній раунд
| Команда 1                | Заг. | Команда 2 | 1-й матч | 2-й матч |
| ------------------------ | ---- | --------- | -------- | -------- |
| 20 серпня/3 вересня 1980 |      |           |          |          |
| Селтік                   | 7:2  | Діошдьйор | 6:0      | 1:2      |
| Алтай                    | 0:4  | Бенфіка   | 0:0      | 0:4      |

## Перший раунд
| Команда 1                | Заг.    | Команда 2             | 1-й матч | 2-й матч |
| ------------------------ | ------- | --------------------- | -------- | -------- |
| 16 вересня/1 жовтня 1980 |         |                       |          |          |
| Спора (Люксембург)       | 0:12    | Спарта                | 0:6      | 0:6      |
| Славія (Софія)           | 3:2     | Легія (Варшава)       | 3:1      | 0:1      |
| 17 вересня/1 жовтня 1980 |         |                       |          |          |
| Реал Мадрид Кастілья     | 4:6     | Вест Гем Юнайтед      | 3:1      | 1:5 дч   |
| Селтік                   | 2:2 (ч) | Політехніка Тімішоара | 2:1      | 0:1      |
| Гіберніанс               | 1:4     | Вотерфорд Юнайтед     | 1:0      | 0:4      |
| Касторія                 | 0:2     | Динамо (Тбілісі)      | 0:0      | 0:2      |
| Відовре                  | 3:0     | Фрам                  | 1:0      | 2:0      |
| Ільвес                   | 3:7     | Феєнорд               | 1:3      | 2:4      |
| Рома                     | 3:4     | Карл Цейс             | 3:0      | 0:4      |
| Валенсія                 | 5:3     | Монако                | 2:0      | 3:3      |
| Сьйон                    | 1:3     | Гаугар                | 1:1      | 0:2      |
| Ньюпорт Каунті           | 4:0     | Крузейдерс            | 4:0      | 0:0      |
| Омонія                   | 1:7     | Ватершей Тор          | 1:3      | 0:4      |
| Фортуна (Дюссельдорф)    | 8:0     | Казино СВ             | 5:0      | 3:0      |
| Мальме                   | 1:0     | Партизані             | 1:0      | 0:0      |
| Динамо (Загреб)          | 0:2     | Бенфіка               | 0:0      | 0:2      |

## Другий раунд
| Команда 1                  | Заг. | Команда 2             | 1-й матч | 2-й матч |
| -------------------------- | ---- | --------------------- | -------- | -------- |
| 22 жовтня/4 листопада 1980 |      |                       |          |          |
| Гаугар                     | 0:6  | Ньюпорт Каунті        | 0:0      | 0:6      |
| 22 жовтня/5 листопада 1980 |      |                       |          |          |
| Вест Гем Юнайтед           | 4:1  | Політехніка Тімішоара | 4:0      | 0:1      |
| Вотерфорд Юнайтед          | 0:5  | Динамо (Тбілісі)      | 0:1      | 0:4      |
| Спарта                     | 2:3  | Славія (Софія)        | 2:0      | 0:3      |
| Відовре                    | 1:3  | Феєнорд               | 1:2      | 0:1      |
| Карл Цейс                  | 3:2  | Валенсія              | 3:1      | 0:1      |
| Ватершей Тор               | 0:1  | Фортуна (Дюссельдорф) | 0:0      | 0:1      |
| Мальме                     | 1:2  | Бенфіка               | 1:0      | 0:2      |

## 1/4 фіналу
| Команда 1             | Заг. | Команда 2        | 1-й матч | 2-й матч |
| --------------------- | ---- | ---------------- | -------- | -------- |
| 4/18 березня 1981     |      |                  |          |          |
| Вест Гем Юнайтед      | 2:4  | Динамо (Тбілісі) | 1:4      | 1:0      |
| Славія (Софія)        | 3:6  | Феєнорд          | 3:2      | 0:4      |
| Карл Цейс             | 3:2  | Ньюпорт Каунті   | 2:2      | 1:0      |
| Фортуна (Дюссельдорф) | 2:3  | Бенфіка          | 2:2      | 0:1      |

## 1/2 фіналу
| Команда 1        | Заг. | Команда 2 | 1-й матч | 2-й матч |
| ---------------- | ---- | --------- | -------- | -------- |
| 8/22 квітня 1981 |      |           |          |          |
| Динамо (Тбілісі) | 3:2  | Феєнорд   | 3:0      | 0:2      |
| Карл Цейс        | 2:1  | Бенфіка   | 2:0      | 0:1      |

## Фінал
| 13 травня 1981 |

| Динамо (Тбілісі)         | 2:1      | Карл Цейс |
| ------------------------ | -------- | --------- |
| Гуцаєв 67' Дараселія 86' | Протокол | Гоппе 63' |

| Рейнштадіон, Дюссельдорф Глядачів: 4 750 Арбітр: Ріккардо Латтанці |

«Динамо»: Отар Габелія, Тамаз Костава, Олександр Чивадзе, Нодар Хізанішвілі, Георгій Тавадзе, Віталій Дараселія, Заур Сванадзе (Нугзар Какілашвілі, 67), Тенгіз Сулаквелідзе, Володимир Гуцаєв, Давид Кіпіані, Рамаз Шенгелія.
«Карл Цейс»: Ганс-Ульріх Грапентін,  Герт Брауер, Лотар Курбювайт, Рюдігер Шнупгазе, Гергард Гоппе (Ульріх Еверман, 89), Вольфганг Шиллінг, Андреас Краузе, Лутц Ліндеманн, Андреас Білау (Томас Топфер, 74), Юрген Рааб, Ебергард Фогель.
| Володар Кубка володарів кубків 1980—1981 |
| ---------------------------------------- |
| СРСР                                     |
| Динамо (Тбілісі) 1-й титул               |